# Calcinea
Calcinea è una sottoclasse della classe Calcarea.